# Atletico Catania
La U.S.D. Atletico Catania, semplicemente noto come Atletico Catania, è una società calcistica italiana con sede nella città di Catania. Milita in Promozione, sesta divisione del calcio italiano, dopo aver vinto il campionato di Prima Categoria nella stagione 2024-2025.
La società nasce come Sporting Club Mascalucia e diventa Atletico Catania nel 1986 con il trasferimento della predetta società a Catania. Nel 1988, la società fu trasferita a Lentini, in provincia di Siracusa, dove divenne Atletico Leonzio, attiva fino al 1994, quando a seguito di uno scambio di titoli sportivi venne riportata a Catania dove assunse la precedente denominazione.
Dopo la mancata iscrizione al campionato di Serie C2 2001-2002 viene costituita una nuova società che riparte dal campionato di Eccellenza con la denominazione di Atletico Catania 3000. La società scompare nella stagione 2004-2005, quando non conclude il torneo di Promozione. L'Atletico Catania rinasce nella stagione 2005-2006 quando i tifosi iscrivono la squadra al campionato di Terza Categoria. La stagione successiva viene acquisito il titolo sportivo del Sant'Agata Li Battiati, militante nel campionato di Prima Categoria, ma il cambio di denominazione avviene solamente nella stagione 2007-2008 quando la società assume l'attuale denominazione senza più modificarla.
L'Atletico Catania ha disputato in totale otto campionati professionistici ed ha raggiunto come livello più alto la Serie C1, terzo livello del campionato italiano, ottenendo come miglior risultato un quarto posto nella stagione 1996-1997 e disputando due volte i playoff per la promozione in Serie B.

## Storia

### Dalle origini alla Serie C2
Le origini del club atletista risalgono alla fondazione dello Sporting Club Mascalucia, avvenuta nel 1970 attraverso la fusione di due società calcistiche dell'omonimo comune della provincia di Catania. Partito dalla Prima Categoria, il Mascalucia, sotto la presidenza dell'avvocato Giuseppe D'Urso Somma, compì un'importante cavalcata che nella stagione 1980-1981, allenato da Adelmo Prenna, lo portò a vincere il girone B del campionato di Promozione piazzandosi in testa a quattro punti di vantaggio sul più quotato Caltagirone, e che gli permise l'approdo all'Interregionale. La squadra biancoceleste militò nel girone M del Campionato Interregionale per cinque stagioni consecutive, dal 1981-1982 al 1985-1986: nella stagione 1983-1984, allenata da Salvatore Di Stefano, sfiorò una clamorosa promozione in Serie C2 dopo una lunga lotta al vertice con la Nissa, ma il pareggio interno per 1-1 all'ultima giornata contro la Juvenes Enna, e la contemporanea vittoria dei biancoscudati contro il Caltagirone, permise a questi l'accesso in quarta serie.
Nell'ottobre 1985, la società biancoceleste, in difficoltà economiche, venne rilevata dall'imprenditore catanese Salvatore Tabita. La scarsa affluenza di pubblico nelle partite interne disputate dal Mascalucia, indussero la dirigenza a trasferire a fine stagione la squadra dal piccolo centro etneo a Catania, e nell'estate 1986 fu trasformata in Società Sportiva Atletico Catania, con presidente lo stesso Tabita e direttore sportivo Santo Fassari. La nuova società etnea, i cui colori sociali furono il verde e il fucsia, scelse come allenatore Alvaro Biagini, centrocampista del Catania negli anni sessanta, e allestì una rosa di prim'ordine per la quinta serie.
L'esordio ufficiale della rinominata compagine etnea avvenne il 20 settembre 1986 allo stadio Cibali, davanti a 3.000 spettatori, nell'anticipo della prima giornata del girone M del Campionato Interregionale 1986-1987 contro l'Akragas, in cui vinse per 1-0 con rete di Rosario De Cento. L'avvio di campionato per la formazione non fu però dei migliori, e dopo nove giornate la dirigenza sollevò Biagini dalla guida tecnica, che affidò a Mario Zurlini. Il cambio tecnico incise sull'andamento della squadra, in particolare nel girone di ritorno: nelle ultime giornate conquistò la vetta della classifica, che conservò fino al termine della stagione e gli permise di ottenere la promozione diretta in Serie C2.
Il 1987-1988 fu il primo anno fra i professionisti, e la formazione verdefucsia disputò la sua prima gara nel girone D di Serie C2 in trasferta contro il Trapani, dove subì una sconfitta per 2-1. L'Atletico riuscì a raggiungere la salvezza piazzandosi al decimo posto in classifica al termine della stagione.

### Il trasferimento a Lentini e lo scioglimento
Visto lo scarso seguito di tifosi, la dirigenza decise di trasferire la società a Lentini, in provincia di Siracusa, e di attuare il cambio di denominazione in Società Sportiva Atletico Leonzio. La locale squadra della Leonzio militava nel girone C della Prima Categoria, dove a fine stagione si piazzò ultima, retrocedendo in Seconda Categoria già con diverse giornate d'anticipo; il trasferimento dell'Atletico nella cittadina aveva l'obiettivo di sostituire la storica società, assumendone anche i colori sociali bianconeri.
L'operazione effettuata da Tabita ebbe il merito di far approdare per la prima volta tra i professionisti una squadra di Lentini: nella stagione 1988-1989, l'Atletico Leonzio disputò un buon campionato e si piazzò al quarto posto nel girone D di Serie C2.

### La rifondazione e la Serie C1: l'era Proto (1994-2001)

Franco Proto

Nell'agosto 1993 la FIGC, causa inadempienze finanziare, deliberò l'esclusione del Calcio Catania, la storica e principale squadra di calcio della città etnea, dal campionato di terza serie per la stagione 1993-1994; in risposta l'amministrazione comunale, guidata dal sindaco Enzo Bianco, fondò l'Associazione Sportiva Catania che adottò i classici colori rosso e azzurro, e fu iscritta al Campionato Nazionale Dilettanti (CND). La nuova società etnea — che ebbe il pieno sostegno dei gruppi organizzati della tifoseria rossazzurra — fu rilevata dall'imprenditore troinese Franco Proto, presidente e proprietario dell'Atletico Leonzio dal 1989, con il quale la squadra lentinese aveva raggiunto la promozione in Serie C1 nella stagione 1992-1993: Proto tentò uno scambio di titoli sportivi, attraverso il trasferimento a Catania di quello dell'Atletico Leonzio, militante in C1, e di quello dell'AS Catania a Lentini, militante nel CND, ma l'operazione venne negata dal presidente federale Antonio Matarrese. L'annullamento della radiazione del Catania di Angelo Massimino, e la sua ammissione al campionato di Eccellenza, portò all'esistenza di due squadre catanesi con lo stesso nome, sicché il club di Proto venne soprannominato Catania '93.
Il Catania '93, pur militando in una categoria superiore a quello del tradizionale club fondato nel 1946, registrava un'affluenza di pubblico inferiore rispetto a quest'ultimo. Al termine della stagione 1993-1994 la squadra rossoazzurra, allenata da Pantaleo De Gennaro, si piazzò al secondo posto in classifica nel girone I del Campionato Nazionale Dilettanti, a otto punti dalla capolista Castrovillari. Nell'agosto 1994 andò in porto lo scambio di titoli sportivi tra Atletico Leonzio e Catania '93, tentato l'anno prima da Proto, pertanto la squadra bianconera di Lentini venne trasformata in Società Sportiva Atletico Catania; un'operazione che vide il ripristino della vecchia denominazione della società nell'era Tabita, nonché il ritorno in C1 di una squadra calcistica catanese, che adottò i colori rossoblù.

Una formazione del neoricostituito Atletico Catania nella stagione 1994-1995

L'Atletico Catania divenne de facto la principale formazione del capoluogo etneo, con la partecipazione a sette campionati consecutivi in terza serie; due di questi, in particolare, videro gli atletisti piazzarsi al quarto posto nel girone B di C1 e disputare le semifinali dei play-off per la promozione in Serie B. Nel 1995-1996 contro i concittadini rossazzurri si disputò, in occasione della Coppa Italia di Serie C, il primo derby dell'Elefante in incontri ufficiali: la stracittadina si disputerà anche in campionato nelle stagioni 1999-2000 e 2000-2001.
Nella stagione 1996-1997 fu allestito un organico per la lotta al vertice, e Proto scelse come direttore sportivo Vincenzo Nucifora e come allenatore Angelo Orazi. Arrivarono giocatori provenienti dalle categorie superiori come il portiere Lorenzo Squizzi dalla Juventus, i difensori Massimiliano Farris e Giovanni Paschetta dal Cosenza, i centrocampisti Luigi Bugiardini e Massimiliano Favo dalla Lucchese, e gli attaccanti Franco Lerda dal Brescia e Claudio Cecchini dall'Ancona. La prima fase del campionato per la squadra atletista fu negativa e perciò Orazi venne sollevato dall'incarico di allenatore, e sostituito dallo svizzero Roberto Morinini. Il cambio della guida tecnica sortì per la squadra effetti positivi, e al termine della stagione regolare l'Atletico si piazzò al quarto posto in classifica ottenendo l'accesso ai play-off, registrando anche il record di soli 15 reti subite tra tutte le categorie professionistiche. Alle semifinali per i play-off avversario fu il Savoia: all'andata al Cibali e davanti a un numeroso pubblico di 20.000 spettatori finì 0-0, ma al ritorno a Napoli vinsero i campani per 1-0. La medesima impresa fu ripetuta nella stagione 1997-1998, quando la squadra dapprima allenata da Rosario Foti e poi da Paolo Lombardo, e che contava su nuovi giocatori come Giovanni Sulcis, Davide Bombardini, Salvatore Nobile, Fabio Pittilino e Marco Onorati, si piazzò al quinto posto in classifica e si qualificò ai play-off: avversario fu la Ternana allenata da Luigi Delneri, con cui pareggiò 0-0 a Catania, anche qui davanti a 20.000 spettatori, e perse per 1-0 a Terni.

Una formazione della stagione 1998-1999

Il ritorno del Catania in C1 nella stagione 1999-2000 ebbe diverse conseguenze importanti sull'Atletico: si assistette innanzitutto a un calo dell'attenzione dei tifosi, e la società fu anche costretta a cambiare simboli e colori sociali per differenziarsi dall'altro club catanese: negli ultimi due anni fra i professionisti l'Atletico indossò infatti delle maglie giallo-grigie, e il Liotru, elefantino simbolo di Catania, venne sostituito sullo stemma dal Cirneco dell'Etna, una razza canina tipica dell'area del vulcano. Dopo due discrete stagioni, il campionato 2000-2001 per l'Atletico si concluse al penultimo posto in classifica e con la retrocessione in Serie C2: fatale per la squadra allenata da Rosario Picone fu la sconfitta subita alla partita di ritorno dei play-out contro la Lodigiani con il risultato di 2-0 (andata al Cibali 3-4 per gli ospiti), che permise invece ai romani di ottenere la permanenza in terza serie.

### La ripartenza dalle categorie regionali
Alla retrocessione, seguì l'esclusione dal campionato di Serie C2 2001-2002 da parte della FIGC per motivi finanziari: secondo la Covisoc, il club atletista aveva infatti accumulato un debito di 3 miliardi di lire; ma a incidere fu anche il mancato contributo di 300 milioni di lire da parte del Comune di Catania.
A seguito dell'esclusione dai professionisti e del fallimento della società, nell'agosto 2001, Proto rifondò il club con la denominazione Associazione Sportiva Atletico Catania 3000, con i colori sociali bianco e blu, che ripartì dal girone B del campionato di Eccellenza Sicilia 2001-2002. Il primo anno nella massima categoria regionale, la squadra, allenata da Giovanni Campanella, concluse il campionato con un modesto ottavo posto; disastroso fu il campionato successivo: nella stagione 2002-2003 l'Atletico, che nel frattempo era stato ceduto da Proto a Paolo Pinazzo e Gianfranco Vullo, si piazzò al penultimo posto in classifica con 28 punti, che determinò la sua retrocessione in Promozione. Nella stagione 2003-2004, nel girone B di Promozione, l'Atletico piazzatosi al terzo posto in classifica, si qualificò ai play-off, in cui vinse per 1-0 contro il Celtic Taormina in semifinale, ma avendo pareggiato 2-2 nella finale contro il Trecastagni, piazzatosi secondo, mancò il ritorno in Eccellenza; la stagione seguente, fu molto travagliata, e nonostante la squadra stesse per centrare la salvezza, rinunciò alle ultime due partite di campionato, e fu perciò esclusa: la società non riuscì a pagare una multa di 16.000 euro inflittagli dalla Lega Sicula a causa dei continui disordini e invasioni di campo accumulati durante la stagione.
Nel 2005, un gruppo di tifosi fondò una nuova società con la denominazione A.S.D. Atletico Catania F.C., che partì dalla Terza Categoria; al termine della stagione 2005-2006, venne acquistato il titolo sportivo del Sant'Agata li Battiati, militante nel girone F di Prima Categoria, e nella stagione 2007-2008 la squadra — diventata U.S.D. Atletico Catania — vinse il campionato e approdò in Promozione. La permanenza in Promozione dura fino alla stagione 2010-2011, in cui vince il girone C e riconquista la promozione in campionato di Eccellenza.
La stagione 2011-2012 è condizionata da un crisi societaria che porta all'avvicendamento di dirigenti, allenatori e giocatori con risultati altamente negativi che portano alla retrocessione diretta con il terz'ultimo posto in classifica. La permanenza in Promozione dell'Atletico dura fino alla stagione 2014-2015, e la società nel 2013 era nel frattempo passata di proprietà alla famiglia Proto. Ripescato in Eccellenza per la stagione 2015-2016, retrocede nuovamente in Promozione dopo aver perso i play-out contro la San Pio X. Nella stagione 2016-2017 l'Atletico Catania riparte da Damiano Proto, figlio del patron Franco, nel ruolo di allenatore e Antonio Richichi nel ruolo di Responsabile dell'Area Tecnica. Inserito nel girone D di Promozione, l'Atletico per l'intera stagione domina il campionato e ritorna in Eccellenza.
Nel settembre 2017, l'Atletico viene rilevato dall'imprenditore piemontese Giancarlo Travagin. La società ha una difficile situazione finanziaria, e perciò, a dicembre, si dimettono il presidente, i dirigenti e molti giocatori abbandonano la squadra: il club non viene ritirato e a disputare le partite sono gli stessi tifosi atletisti, e numerose sono le sconfitte con risultato pesante. Nel girone di ritorno della stagione 2017-2018, l'avvocato Vincenzo Drago diventa presidente della società e, con una squadra assemblata velocemente, l'Atletico riesce a evitare la retrocessione diretta, piazzandosi al tredicesimo posto e accedendo ai play-out. Lo spareggio-salvezza contro il Caltagirone vede la vittoria atletista per 2-3 e la permanenza in Eccellenza del club etneo. Nella stagione 2018-2019, l'Atletico Catania, allenato da Antonio Richichi, conduce un discreto campionato e si piazza sesto nella classifica finale. 
La stagione 2019-2020 vede un ridimensionamento societario, con l'avvocato Drago che lascia la compagine atletista. Il ridimensionamento societario porta anche ad un inevitabile ridimensionamento sportivo che porta verso altre società i protagonisti del sesto posto della stagione precedente. L'Atletico va subito in difficoltà e conquista un solo punto nelle prime nove giornate di campionato. Dopo la sconfitta interna con l'Enna i giocatori lasciano la squadra e così, per evitare la radiazione, ancora una volta sono i tifosi a scendere in campo. Quattordici gare in cui i tifosi atletisti scendono in campo, spesso in numero inferiore a 11, con le gare che terminano anzitempo perché l'Atletico, nel corso dei match, rimane con meno di sette giocatori in campo. A sei giornate dal termine del campionato, però, il torneo viene sospeso a causa della diffusione del Covid-19. Il protrarsi della pandemia causa l'interruzione definitiva del campionato di Eccellenza e la Lnd decide per una sola retrocessione in Promozione. Ma dal momento che nel girone B l'ultimo posto viene assegnato al Milazzo che si è ritirato nel corso del torneo, l'Atletico Catania mantiene la categoria.
Nella stagione 2020-2021 l'Atletico Catania riorganizza la società e partecipa ancora una volta al campionato di Eccellenza, con l'obiettivo di conquistare la salvezza. L'Atletico conquista sei punti nelle prime cinque partite, ma successivamente il campionato viene sospeso a causa dell'aumento del numero di contagiati dal Covid-19. Dopo cinque mesi e mezzo di stop forzato, il campionato riprende con una formula ridotta che prevede la disputa del solo girone d'andata e senza retrocessioni. Viene data alle società l'opportunità di non proseguire la stagione mantenendo comunque la categoria per la stagione successiva e così tre squadre decidono di rinunciare. L'Atletico Catania, invece, decide di riprendere il campionato che si riduce a 13 squadre, con le prime otto che giocheranno i playoff per la promozione in Serie D. La società atletista rinforza la rosa e all'ultima giornata si riesce a staccare il pass per i playoff, chiudendo all'ottavo posto in classifica. L'Atletico Catania viene inserito in un quadrangolare con Giarre (primo classificato), Igea (terza classificata) ed Enna (sesto classificato). L'Atletico Catania disputa tre buoni match, mettendo in difficoltà avversari costruiti per il salto di categoria, ma esce sconfitto dalle tre sfide. La stagione è comunque positiva, centrando l'obiettivo di qualificarsi per i playoff stabilito dopo la decisione di riprendere il campionato.
La stagione 2021-2022 vede ancora l'Atletico Catania iscritto al campionato di Eccellenza, ma l'intera stagione viene disputata con una rosa di giovanissimi calciatori, la maggior parte 2003 e 2004, guidati dal tecnico Stefano Nastasi. Da lodare l'impegno dei giovani calciatori che, in talune partite, riescono anche a uscire dal campo con un passivo limitato. Ma nonostante questo la stagione vede l'Atletico Catania perdere tutte le partite disputate ed addirittura chiudere in classifica a -2 a causa di una penalizzazione comminata per un errore di tesseramento nella stagione precedente. Nonostante un campionato che vede due squadre ritirarsi in corsa, l'Atletico Catania, dunque, lascia il massimo campionato Regionale dopo 5 anni.
Nella stagione 2022-2023 l'Atletico Catania rinuncia a disputare il campionato di Promozione e decide di iscriversi al campionato di Prima Categoria. Ad inizio stagione si punta per buona parte sui giovani che avevano indossato la maglia atletista in Eccellenza, ma non arrivano i risultati sperati e l'Atletico viene staccato all'ultimo posto in classifica. Nel mercato di Dicembre la squadra viene rivoluzionata e arrivano i primi punti e si torna alla vittoria che mancava dalla stagione 2020-2021. Il distacco, però, è troppo ampio per essere colmato e l'Atletico chiude il campionato all'ultimo posto con 9 punti, retrocedendo nel campionato di Seconda Categoria. Le notizie migliori, però, arrivano fuori dal rettangolo di gioco con la società atletista che vince il bando per aggiudicarsi la gestione dell'impianto sportivo "Monte Pò".
La stagione 2023-2024 si apre con il ripescaggio dell'Atletico Catania nel campionato di Prima Categoria. La società punta ad un campionato senza patemi e con l'ambizione di centrare i playoff affidando la squadra al duo Aiello-Tirendi. L'inizio di stagione, però, è opaco e l'Atletico si ritrova nella parte bassa della classifica. La squadra a poco a poco risale la classifica e nel mercato di Dicembre viene rinforzata con l'obiettivo di centrare i playoff. Inizialmente i risultati arrivano e l'Atletico risale sino alla settima posizione, ma qualche risultato negativo e qualche giocatore che ha reso meno delle aspettative portano la squadra atletista a scendere nuovamente in classifica e lottare per evitare i playout, con la salvezza diretta che viene raggiunta all'ultima giornata di campionato.
Nella stagione 2024-2025 la società atletista rinnova le proprie ambizioni e si pone l'obiettivo di lottare per la vittoria del campionato di Prima Categoria. Il Presidente Barbagallo affida tale compito al Direttore Sportivo Angelo Carta ed al mister Fabrizio Belluso, i quali la stagione precedente avevano entrambi raggiunto l'obiettivo del salto di categoria con il Calcio Santa Venerina. Ed è proprio dal Santa Venerina che arriva un blocco di giocatori fidati che comporrà l'ossatura principale della squadra. La formazione atletista si conferma subito competitiva come da previsioni, con una difesa difficile da perforare ed un attacco sempre pungente. Il girone d'andata è di alto livello e viene concluso al primo posto in classifica e con una sola sconfitta maturata. L'inizio del girone di ritorno, però, nonostante un calendario sulla carta abbordabile, vede l'Atletico Catania in difficoltà con una sola vittoria nelle prime cinque partite, accompagnate da tre pareggi ed una sconfitta. La squadra perde la testa della classifica, scivolando a -3 dalla vetta occupata dal Real Belvedere, e si vede agganciata da Don Bosco 2000 di Aidone e Cassibile Fontane Bianche. Con sei gare da disputare, di cui quattro in trasferta e contro avversari difficili, il cammino verso la promozione diretta sembrava compromesso, ma il gruppo si compatta e riesce a tirare nuovamente fuori tutto il proprio potenziale, vincendo dapprima sul campo del Ragusa Boys sesto in classifica e successivamente lo scontro diretto sul campo del Real Belvedere. Le vittorie interne contro Melilli e Qal'at di Caltagirone portano l'Atletico a due giornate dal termine a giocarsi il tutto per tutto nello scontro diretto di Aidone contro la Don Bosco 2000, con le due squadre appaiate in testa alla classifica. La gara, una prima volta rinviata causa nebbia, si recupera prima dell'ultima giornata di campionato e vede l'Atletico imporsi 1-0 con un gol di Furnò al 87' al termine di una vera e propria battaglia. Con il +3 maturato ad una gara dal termine, alla squadra atletista sarebbe bastato un punto nella trasferta di Mazzarino, ma la formazione di mister Belluso centra il suo sesto successo consecutivo, s'impone 3-2 sull'Accademia Mazzarinese e può festeggiare la vittoria del campionato ed il ritorno in Promozione.

## Colori e simboli

### Colori

Una formazione della stagione 1999-2000, durante il breve intermezzo giallo-grigio della società etnea.

All'atto della fondazione del Mascalucia si scelsero di utilizzare come colori il bianco e il celeste. Nel 1986 anno nel quale avvenne il trasferimento da Mascalucia a Catania si adottarono come colori il verde e il fucsia. Successivamente, quando la società decise di trasferirsi a Lentini i colori vennero modificati e divennero il bianco e il nero, quelli rappresentativi del club locale. A seguito del ritorno del club nel capoluogo etneo i colori dell'Atletico Catania divennero il rosso e il blu, tratti dal gonfalone della città di Catania. Dal 1999 al 2001 si optò per un cambio di colori a causa della presenza del Catania nello stesso girone degli atletisti che vestirono maglie giallo-grigie. Con la ripartenza dall'Eccellenza la società adottò come colori il bianco e il blu per poi tornare nel 2005, anno della rifondazione a utilizzare il rosso e il blu.
| Anni      | Colori                                                       | Denominazione                                               |
| --------- | ------------------------------------------------------------ | ----------------------------------------------------------- |
| 1970-1986 |                                                              | Sporting Club Mascalucia                                    |
| 1986-1988 |                                                              | Società Sportiva Atletico Catania                           |
| 1988-1994 | -                                                            | Inattivo                                                    |
| 1994-1999 |                                                              | Società Sportiva Atletico Catania                           |
| 1999-2001 |                                                              | Società Sportiva Atletico Catania                           |
| 2001-2005 |                                                              | Associazione Sportiva Atletico Catania 3000                 |
| 2005-2006 |                                                              | Associazione Sportiva Dilettantistica Atletico Catania F.C. |
| 2006-2007 | Associazione Sportiva Dilettantistica Sant'Agata li Battiati |                                                             |
| 2007-     | Unione Sportiva Dilettantistica Atletico Catania             |                                                             |

### Simboli ufficiali

#### Stemma
Lo stemma dell'Atletico Catania presenta al suo interno un elefante, simbolo della squadra e della città. Un altro simbolo utilizzato dai rossoblù è stato il Cirneco dell'Etna che sostituì dal 1999 al 2001 l'elefante, così da potersi distinguere dalla maggior squadra cittadina.

## Strutture

### Stadio
L'Atletico Catania ha disputato tutte le sue stagioni nei campionati professionistici presso lo stadio Cibali di Catania. Dopo la ripartenza dai campionati regionali nel 2001, ha utilizzato diversi impianti nel retroterra catanese, giocando a Gravina e a Sant'Agata li Battiati. Nella seconda parte della stagione 2011-2012 ha utilizzato il campo sportivo Monte Po di Catania.
Nella stagione 2013-2014 la società decide, a causa delle pessime condizioni dell'impianto catanese, di far disputare le gare interne della squadra a Mascalucia.
Tuttavia, nella stagione seguente, diventa difficile la convivenza della formazione catanese con le altre due società locali, rendendo necessario un altro cambio della sede degli incontri casalinghi. 
Nelle stagioni successive la squadra si divide tra due impianti sportivi cittadini, ovvero "Zia Lisa" e "Monte Po". Dalla stagione 2020-2021 la squadra gioca stabilmente presso l'impianto sportivo "Monte Po" di cui ottiene dal Comune la gestione nel Novembre del 2022.

### Centro di allenamento
L'Atletico Catania si allena allo stadio Monte Po di Catania situato nell'omonimo quartiere cittadino, sede delle partite interne.

## Società

### Organigramma societario
- Gianluca Barbagallo - Presidente
- Mario Scalia - Vicepresidente
- Angelo Carta - Direttore Sportivo

### Sponsor
Di seguito la cronologia di fornitori tecnici e sponsor dell'Atletico Catania.
| Cronologia degli sponsor tecnici - 1978-1988 ... - 1988-1994 Inattivo - 1994-1995 Devis - 1995-1996 ... - 1996-1998 Asics - 1998-1999 ... - 1999-2000 Royal - 2000-2002 Legea - 2002-2003 ... - 2003-2004 Legea - 2004-2005 Icos - 2005-2006 Legea - 2006-2007 ... - 2007-2008 AGLA - 2008-2009 Max - 2009-2010 Onze - 2010-2012 Max - 2012-2013 Sport Point - 2013-2017 HS - 2017-2018 maps - 2018- cmax | Cronologia degli sponsor ufficiali - 1981-1988 ... - 1988-1994 Inattivo - 1994-1997 Condorelli - 1997-1998 Valdittaino - 1998-2000 TomarchioNaturà - 2000-2001 Cavagrande - 2001-2002 Città di Catania - 2002-2003 ... - 2003-2004 Medieco/Igea - 2004-2005 nessuno - 2005-2006 ... - 2006-2007 Duomed - 2007-2008 nessuno - 2008-2009 Punto SNAI - 2009-2010 IBR-Etna scommesse/G78 - 2010-2011 Tifinvest/Ce.Arm. - 2011-2012 Didimas - 2013-2014 Balicicò/Biriaco - 2014- non presente |

## Allenatori e presidenti
Sono 37 gli allenatori che hanno occupato la panchina rossoblù dal 1967 ad oggi, mentre la società è stata presieduta da 8 presidenti.
In una sola occasione la squadra etnea venne allenata da un tecnico straniero, fu lo svizzero Roberto Morinini a sedersi in panchina al posto di Angelo Orazi, nella stagione 1996-1997.
- 1970-1971  Falco
- 1971-1972  Alfio Lo Faro
- 1972-1974 …
- 1974-1975  Giuseppe Guarnera
- 1976-1977  Matteo Simeon
- 1977-1978  Salvatore Di Stefano
- 1978-1981  Adelmo Prenna
- 1982-1983  Alfonso Ammirata
- 1983-1984  Angelo Busetta

 Salvatore Di Stefano
- 1984-1986  Carmelo Russo
- 1986-1987  Mario Zurlini
- 1987-1988  Mario Zurlini
 Lino De Petrillo
- 1988-1994 Inattivo
- 1994-1995  Gaetano Auteri[34] e  Paolo Lombardo (1ª-11ª)
 Giuseppe Caramanno (12ª-19ª)
 Paolo Lombardo (29ª-34ª)
- 1995-1996  Francesco D'Arrigo
- 1996-1997  Angelo Orazi (1ª-7ª)
 Roberto Morinini (8ª-34ª e play-off)
- 1997-1998  Rosario Foti (1ª-17ª)
 Paolo Lombardo (18ª-34ª e play-off)
- 1998-1999  Paolo Lombardo (1ª-11ª)
 Pietro Paolo Virdis (12ª-29ª)
 Pasquale Casale (30ª-34ª)
- 1999-2000  Gregorio Mauro (1ª-3ª)
 Salvatore Bianchetti (4ª-31ª)
 Rosario Picone (32ª-34ª e play-out)
- 2000-2001  Adriano Cadregari (1ª-22ª)
 Rosario Picone (22ª-34ª e play-out)
- 2001-2002  Giovanni Campanella
 Pietro Armenise[35]
- 2002-2003  Carmelo Mancuso
 Rosario De Cento
 Giovanni Falsone
- 2003-2004  Rocco Ferrara
- 2004-2005  Ettore Tortorici (1ª-7ª)
 Rosario De Cento (8ª-9ª)
 Giacomo Lombardo (11ª-30ª)
- 2005-2006  Gianluca Barbagallo
- 2006-2008  Gaetano Pecorino
- 2008-2009  Gaetano Pecorino (1ª-4ª)
 Alfio Contarino (5ª-30ª)
- 2009-2010  Alfio Contarino (1ª-7ª)
 Antonio Richichi (8ª-30ª)
- 2010-2011  Antonio Richichi
- 2011-2012  Antonio Richichi (1ª-19ª)
 Alessandro Tirendi (20ª-22ª)
 Natale Belardi (23ª-24ª)
 Ignazio Pandolfo (25ª-30ª)
- 2012-2013  Roberto Aiello (1ª-19ª)
 Gaetano Bellia (20ª-24ª)
 Pippo Indelicato (25ª-30ª)
- 2013-2014  Antonio Richichi (1ª-3ª)
 Gaetano Bellia (4ª-9ª)
 Damiano Proto (10ª)
 Antonio Marletta (11ª-30ª)
- 2014-2015  Damiano Proto
- 2015-2016  Antonio Marletta (1ª-9ª)[36]
 Pietro Infantino (10ª-30ª)[37]
- 2016-2017  Damiano Proto
- 2017-2020  Antonio Richichi
- 2020-2021  Marco Coppa
- 2021-2022  Stefano Nastasi
- 2022-2023  Stefano Nastasi (1ª-5ª)
 Salvatore Messina (6ª-26ª)
- 2023-2024  Alessandro Tirendi (1ª-8ª)
 Roberto Aiello (9ª-26ª)
- 2024-2025  Fabrizio Belluso

- 1970-1971  Pier Giuseppe Giuffrida
- 1971-1972  Antonino Spampinato
- 1971-1972  Francesco Nicosia (commissario straordinario)
- 1973-1978  Giuseppe D'Urso Somma
- 1978-1984  Rosalba Valenti
- 1984-1985  Francesco Strano
- 1985-1988  Salvatore Tabita
- 1988-1994 Inattivo
- 1994-1999  Franco Proto
- 1999-2001  Sebastiano Bruno Caruso
 Rosario Pettinato
- 2001-2002  Giordana Proto
- 2002-2003  Franco Proto
- 2003-2005  Paolo Pinazzo,  Gianfranco Vullo
- 2005-2009  Santo Crisafi
- 2009-2013  Rosario Orofino
- 2013-2017  Carmelo Tiberio Seminara
- 2017-2018  Giancarlo Travagin
- 2018-2020  Vincenzo Drago
- 2020-2021  Arturo Barbagallo
- 2021-  Gianluca Barbagallo

## Calciatori

### Capitani
- ... (1970-1982)
- Giuseppe Fichera (1982-1985)
- ... (1985-1986)
- Armando Todaro (1986-1987)
- ... (1987-1988)
- Inattivo (1988-1994)
- Edmondo De Amicis (1994-1995)
- Pietro Infantino (1995-2001)[38]
- Luca Di Gregorio (2001-2004)
- ... (2004-2007)

- Domenico Leonardi (2007-2009)
- Angelo Tasca (2009-2010)
- Salvatore Calì (2010-2012)
- Angelo Pandolfo (2012-2013)
- Giovanni Minutola (2013-2015)[39]
- Giorgio Corona (2015-2016)
- Pasquale Signorelli (2016-2017)
- Giorgio Corona (2017-2018)
- Antonio Orefice (2018-2019)
- Luigi Murabito (2019-2020)
- Alessandro Zumbo (2020-2021)
- Gaetano Ruscica (2021-2022)
- Andrea Massimino (2022-2023)
- Marco Marziale (2023-2024)
- Giuseppe Garufi (2024-2025)

## Palmarès

### Competizioni interregionali
- Campionato Interregionale: 1

1986-1987 (girone M)

### Competizioni regionali
- Promozione: 3

1980-1981 (girone B), 2010-2011 (girone C), 2016-2017 (girone D)
- Prima Categoria: 3

1977-1978 (girone B), 2007-2008 (girone F), 2024-2025 (girone F)

### Altri piazzamenti
- Campionato Interregionale:

Secondo posto: 1983-1984 (girone M), 1984-1985 (girone M)
- Promozione:

Terzo posto: 1978-1979 (girone B), 1979-1980 (girone B), 2003-2004 (girone B)
- Prima Categoria:

Secondo posto: 1975-1976 (girone B), 1976-1977 (girone B)
Terzo posto: 1973-1974 (girone B), 1974-1975 (girone B)

## Statistiche e record

### Partecipazioni ai campionati

#### Campionati nazionali
| Livello | Categoria                 | Partecipazioni | Debutto   | Ultima stagione | Totale |
| ------- | ------------------------- | -------------- | --------- | --------------- | ------ |
| 3º      | Serie C1                  | 7              | 1994-1995 | 2000-2001       | 7      |
| 4º      | Serie C2                  | 1              | 1987-1988 | 1987-1988       | 1      |
| 5º      | Campionato Interregionale | 6              | 1981-1982 | 1986-1987       | 6      |

#### Campionati regionali
| Livello | Categoria       | Partecipazioni | Debutto   | Ultima stagione | Totale |
| ------- | --------------- | -------------- | --------- | --------------- | ------ |
| I       | Promozione      | 3              | 1977-1978 | 1979-1980       | 12     |
| I       | Eccellenza      | 9              | 2001-2002 | 2021-2022       | 12     |
| II      | Prima Categoria | 8              | 1970-1971 | 1977-1978       | 17     |
| II      | Promozione      | 9              | 2003-2004 | 2016-2017       | 17     |
| III     | Prima Categoria | 5              | 2006-2007 | 2024-2025       | 5      |
| V       | Terza Categoria | 1              | 2005-2006 | 2005-2006       | 1      |

### Partecipazioni alle coppe
| Competizione         | Partecipazioni | Debutto   | Ultima stagione | Totale |
| -------------------- | -------------- | --------- | --------------- | ------ |
| Coppa Italia         | 2              | 1997-1998 | 1998-1999       | 2      |
| Coppa Italia Serie C | 7              | 1987-1988 | 2000-2001       | 7      |

### Statistiche di squadra
Durante le sette stagioni di miltanza in Serie C1 l'Atletico Catania ha giocato in totale 238 partite nelle quali ha totalizzato 280 punti, 65 vittorie, 87 pareggi, 88 sconfitte, 201 goal fatti, e 238 goal subiti con una differenza reti di -37.

### Statistiche individuali
Di seguito la lista dei calciatori che hanno raggiunto il maggior numero di presenze e reti, con la maglia atletista.
| Record di presenze - 186 Pietro Infantino (1994-2001) - 159 Domenico Leonardi (2005-2012; 2013-2016; 2017-2018) - 109 Alessio Ventura (2008-2011; 2013-2015) - 88 Marco Moro (1995-1998) - 82 Domenico Pidatella (2009-2014) - 75 Marco Onorati (1997-2000) - 75 Emanuele Passanisi (2008-2012) - 72 Giovanni Tricomi (2008-2013) - 71 Cristiano Babuin (1994-1997) - 68 Santo Gianguzzo (1994-1997; 2011-2012) | Record di reti - 59 Alessio Ventura (2008-2011; 2013-2015) - 26 Pasquale Signorelli (2010-2012; 2016-2017) - 25 Emanuele Passanisi (2008-2012) - 23 Alessandro Randis (2014-2015; 2018-2019) - 22 Giorgio Corona (2015-2018) - 19 Piero Concialdi (2014-2016) - 19 Daniele Coriolano (2007-2009) - 18 Gaetano Calvaresi (1994-1996) - 18 Silvio Pecorini (2007-2009; 2017-2018) - 17 Massimo Sottile (2016-2017) - 16 Claudio Cecchini (1996-1998) - 16 Cirino Giuffrida (2012-2013) - 14 Santo Gianguzzo (1994-1997; 2011-2012) - 14 Francesco Pannitteri (1998-2001) - 14 Giovanni Spadaro (2009-2010) - 12 Umberto Marino (1995-1996; 1997-1998) - 12 Francesco Simone Papaserio (2011-2012; 2024-2025) - 11 Domenico Leonardi (2007-2012; 2013-2016; 2017-2018) - 11 Giovanni Minutola (2012-2015) - 11 Salvatore Valenti (2007-2008) - 10 Andrea Furnò (2024-2025) |

## Tifoseria

### Storia
Il principale gruppo ultras della tifoseria atletista nasce nel 1996 e prende il nome di Azione Ultrà, non più attivo. Dopo la cancellazione della squadra avvenuta nel 2005, nella stagione 2005-2006 i membri del gruppo Azione Ultrà decidono di iscrivere l'Atletico Catania al campionato di Terza Categoria, scendendo loro stessi in campo al fine di conservare il titolo e il nome della squadra. Si piazzeranno al quarto posto.
Altri gruppi organizzati militanti nel corso degli anni furono i Militanti Ultras, i Rebels, gli Ultras, i Progressive, Skonvolt Group e Nuova Guardia, oltre alla presenza di svariati fan club, tra i quali spiccavano i Diavoli rossoazzurri, gli Atletisti Mascalucia, gli Atletisti Angelo Custode, i Ragazzi dell'Ittico Pesca e i Tifosi del Passerello. La tifoseria organizzata Atletista si è sempre dichiarata apolitica, anche se la maggioranza dei suoi membri si è sempre dichiarata di destra. Attualmente non esiste un gruppo ultras ufficiale, gli ultras Atletisti si ritrovano dietro gli striscioni Atletisti e Mai domi.
Negli anni in cui militava in Serie C1, l'Atletico Catania aveva un discreto seguito e, in alcune occasioni, il Massimino ha fatto registrare il tutto esaurito. Durante le gare valide per i play-off delle stagioni 1996-1997 e 1997-1998, rispettivamente contro Savoia e Ternana, l'impianto catanese ha ospitato circa ventimila spettatori.

### Gemellaggi e rivalità
La tifoseria Atletista vanta una forte amicizia con la tifoseria del Messina, in particolare con il gruppo Testi Fracidi, con i quali sono frequenti le visite reciproche. In passato esisteva un'amicizia con gli ultras della Lodigiani, in particolare con il gruppo Official Fans. Più recenti le amicizie nate con gli ultras del Noto e con il "Gruppo Manicomio" Ragusa.
Negli anni della Serie C1 si era instaurata un'amicizia anche con la tifoseria della Ternana, poi non più coltivata per le diverse categorie in cui hanno sempre militato le due squadre. Nel corso dei tanti anni trascorsi nelle serie interregionali, sono nati rapporti di reciproco rispetto con gli ultras dell'Enna.
Le rivalità maggiori sono con le tifoserie di Catania, Palermo, Acireale, Siracusa, Leonzio. 